# سحابة شخصية
السحابة الشخصية هي مجموعة من المحتويات الرقمية والخدمات التي يمكن الوصول لها من أي جهاز. السحابة الشخصية هي ليست شيئاً ملموساً. إنها مكانٌ يمكّن المستخدمين من تخزين المحتوى ومزامنته وبثّه ومشاركته في جهاز جوهري نسبي ينتقل من منصة إلى أخرى ومن شاشة إلى أخرى ومن موقع إلى آخر. يتم تركيبها على تطبيقات وخدمات مرتبطة ببعضها البعض، إنها تعكس المعدات التي يتوقع المستهلكون بأنها ستمثل الجيل القادم من الخدمات الحاسوبية.